# Plumstead (Norfolk)
Plumstead – wieś w Anglii, w hrabstwie Norfolk, w dystrykcie North Norfolk. Leży 29 km na północ od Norwich i 175 km na północny wschód od Londynu. W 2001 miejscowość liczyła 120 mieszkańców.